# سينغوكو باسارا 4
سوكر (باليابانية: 戦国BASARA４) ، هي لعبة إلكترونية من نوع ذبح وتقطيع ومغامرات والأكشن، أنتجت شركة كابكوم بتاريخ 23 يناير عام 2014م.

## مصدر
1. ↑  "『戦国BASARA4』のオープニング/エンディングを担うアーティストが決定!!". Capcom.co.jp. مؤرشف من الأصل في 2016-03-04. اطلع عليه بتاريخ 2014-02-08.

## وصلة خارجية
- Sengoku Basara 4 website نسخة محفوظة 20 يوليو 2020 على موقع واي باك مشين.